# Saintes

Saintes este o comună în departamentul Charente-Maritime, Franța, sub-prefectură a departamentului Charente-Maritime în regiunea Noua Aquitania. În 2009 avea o populație de 26335 de locuitori.

## Personalități
- Gabriel Richard (1767-1832), preot catolic, matematician, fondator al Universității din Michigan